# Traxl (Ebersberg)
Traxl ist ein Gemeindeteil von Ebersberg im oberbayerischen Landkreis Ebersberg. Das Kirchdorf liegt circa drei Kilometer südöstlich von Ebersberg.

## Baudenkmäler
Siehe auch: Liste der Baudenkmäler in Traxl
- Katholische Filialkirche St. Anna